# Gurugú
Gurugú és el nom castellà d'una muntanya (de fet un volcà extingit) el puig de la qual forma el punt més alt de la península del cap de les Tres Forques, a la costa nord del Marroc, al costat de Melilla. En realitat es tracta de dos puigs, el de Kol-la i el de Basbel. El conjunt muntanyós on es troba és la serralada de Nador. L'altura és de 890 metres i des del cim es domina una vista de Melilla, de Nador i de la Mar Chica. Hi viuen una colònia de mones de Barbaria. Hi ha restes d'alguns fortins espanyols i un antic establiment amazic anomenat Taxuda, vinculat a l'antiga Rusadir (Melilla), on s'hi han trobat ceràmiques i objectes del segle i aC.
El Gurugú fou escenari de durs combats en la campanya de 1909 entre espanyols i cabilencs. Aquests combats van ser molt impopulars i també una de les causes de la Setmana Tràgica; el 27 de juliol de 1909 van culminar amb el desastre del barranc del Llop. Fins al 2007 a aquesta muntanya s'hi amagaven subsaharians que esperaven poder entrar a Melilla.

## Cultura popular

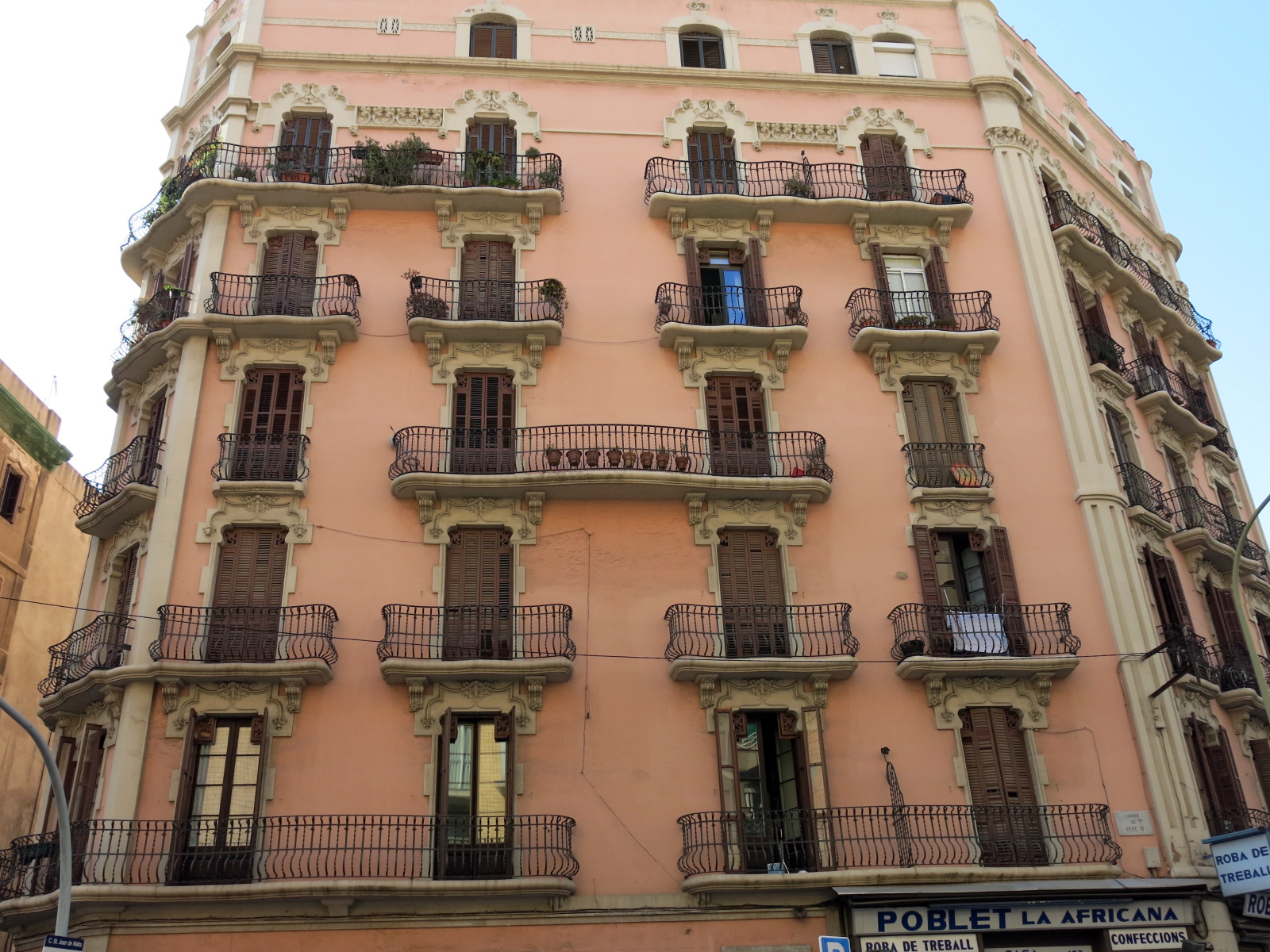
Façana que dona al carrer Pere IV de l'edifici Gurugú (Poblenou, Barcelona)

L'estiu de 1909 molts reservistes, formant part de les tropes colonials espanyoles, van morir a les costes del Rif, fet que va ser un dels detonants de la revolta de la setmana tràgica. Arran dels combats el topònim de la muntanya es va popularitzar a Barcelona i al Poblenou la gent va batejar l'edifici més alt del barri, que s'acabaria de construir el novembre d'aquell any, amb el seu nom. És així que popularment es coneix com a Gurugú l'edifici del carrer Pere IV número 193 amb façanes també als carrers Sant Joan de Malta i Castella.